# Astragalus xanthotrichus
Astragalus xanthotrichus är en ärtväxtart som beskrevs av Carl Friedrich von Ledebour. Astragalus xanthotrichus ingår i släktet vedlar, och familjen ärtväxter. Inga underarter finns listade i Catalogue of Life.